# L'Épreuve du feu (film, 1922)
Pour l’article homonyme, voir L'Épreuve du feu.
Pour plus de détails, voir Fiche technique et Distribution.
L'Épreuve du feu (Vem dömer) est un film de procès muet suédois, réalisé par Victor Sjöström, sorti en 1922.

## Synopsis
À Florence, pendant la Renaissance, Ursula est mariée à Maître Anton, un sculpteur beaucoup plus âgé qu'elle, mais elle aime secrètement le jeune Bertram. Accusée d'avoir tenté de tuer son mari, on la soumet alors à l'épreuve du feu pour sorcellerie...

## Fiche technique
- Titre : L'Épreuve du feu
- Titre original : Vem dömer
- Réalisation : Victor Sjöström
- Scénario : Hjalmar Bergman et Victor Sjöström
- Photographie : Julius Jaenzon
- Société de production : Svensk Filmindustri
- Pays d'origine : Suède
- Format : Noir et blanc - Film muet
- Genre : Drame
- Date de sortie :
  - Suède : 1er janvier 1922

## Distribution
- Jenny Hasselqvist : Ursula
- Ivan Hedqvist : Anton, son vieux mari
- Tore Svennberg
- Gösta Ekman
- Knut Lindroth : un moine